# Хлесі
Хле́сі (рос. Хлеси, чув. Хĕлеç) — присілок у складі Красноармійського району Чувашії, Росія. Входить до складу Красноармійського сільського поселення.
Населення — 98 осіб (2010; 123 у 2002).
Національний склад:
- чуваші — 99 %